# Караван — Злетово
„Караван — Злетово” је југословенски документарни ТВ филм из 1980. године. Режирао га је Милан Ковачевић који је написао и сценарио.